# Diego Fernández de Heredia

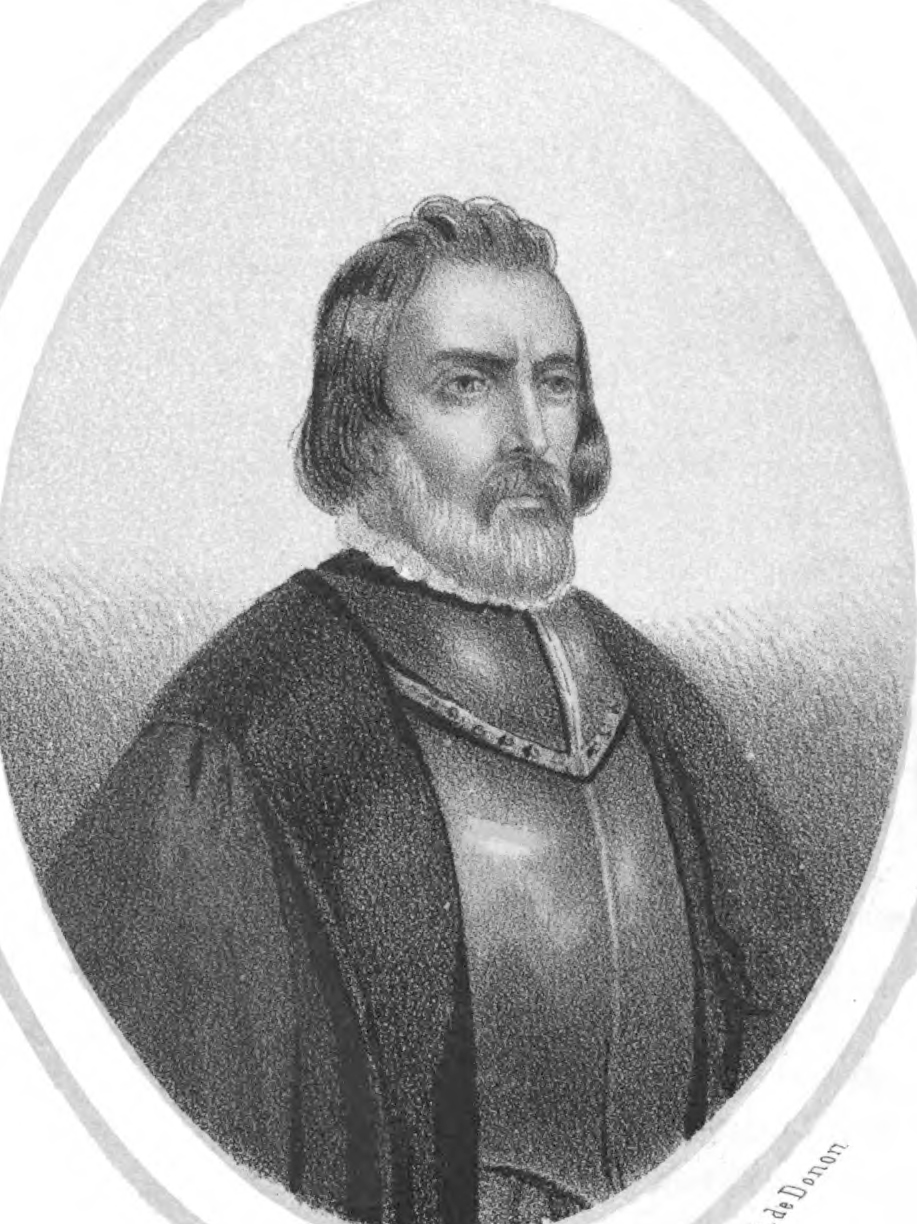
Retrato de Diego de Heredia

Diego Fernández de Heredia, también citado a menudo simplemente como Diego de Heredia (29 de junio de 1553-Zaragoza, 19 de octubre de 1592) fue un noble aragonés, uno de los líderes rebeldes de las alteraciones de Aragón.

## Biografía
Hijo de Juan Fernández de Heredia y Urrea, III conde de Fuentes, y su segunda esposa, Jerónima de Gadea. Cita Lupercio Leonardo de Argensola que fue estudiante de derecho en la Universidad de Lérida, y lo describe como "hombre que hacía gran ostentación de su valentía, sustentando en su casa y lugares mucha gente facinerosa".
Contrajo matrimonio en 1573 con Mariana San Clemente, hija de los señores de Alcarrás y tras enviudar, casó en segundas nupcias en 1583 con Isabel Ximénez de Embún, hija del señor de Bárboles.
Relacionado con el mundo del bandolerismo, abusó de sus vasallos y tomó parte en los conflictos entre montañeses (cristianos viejos) y moriscos. El cronista Vicencio Blasco de Lanuza, coétaneo suyo, menciona que los sucesos de los bandos de Ribagorza: "dieron principio a que Don Diego de Heredia Cavallero principal deste Reyno de Aragon [...] començaze a inquietarse y perderse", pues acudió a liberar a unos bandoleros que habían asaltado a vecinas de la localidad de Cabañas de Ebro y "determinó por fuerça, o por derecho librarlos. Y haziendo, y diziendo, como el segundo medio no llevava camino, usó del primero, y sacandolos de la carcel, los llevó a su casa: y no se si con ellos algo de los animos y costumbres que tenian; porque de alli adelante, siempre vivio inquieto, patrocinando moços inquietos, y valientes".
Se unió a la rebelión conocida como Alteraciones de Aragón de 1591 como uno de sus principales líderes, ejerciendo el control de facto de la ciudad de Zaragoza. Huyó a Francia en noviembre de 1591 y organizó una invasión fallida (la denominada jornada de los bearneses) en febrero de 1592, tras la que fue capturado.
Confiscados sus bienes y condenado a muerte, sobre su ejecución, recoge Gregorio García Ciprés en el apartado de la familia Heredia en Linajes de Aragón:

Fué ajusticiado en el mercado, en un cadalso cuadrado y enlutado que allí se levantó; sacáronle con otros á las tres de la tarde de la cárcel de la Manifestación, y á él y á D. Juan de Luna les llevaron en mulas con gualdrapas y ellos con sotanas y ferreruelos de luto sin sombrero. D. Diego habló en el cadalso, pero poco y como fuera de sí, y cortáronle la cabeza por detrás, como decía la sentencia, pero tan mal como si le mataran enemigos y le dieron más de veinte golpes, de suerte que llegó á caer el madero donde tenía el cuello y se le cayó la venda de los ojos estando todavía vivo. Estuvieron hasta la noche los cuerpos tendidos en el cadalso, enterrándose á D. Ignacio en San Francisco, y su cabeza la pusieron en el puente (manuscrito de Bartolomé Argensola que poseía el señor de Pignatelli).